# 유로넥스트 더블린

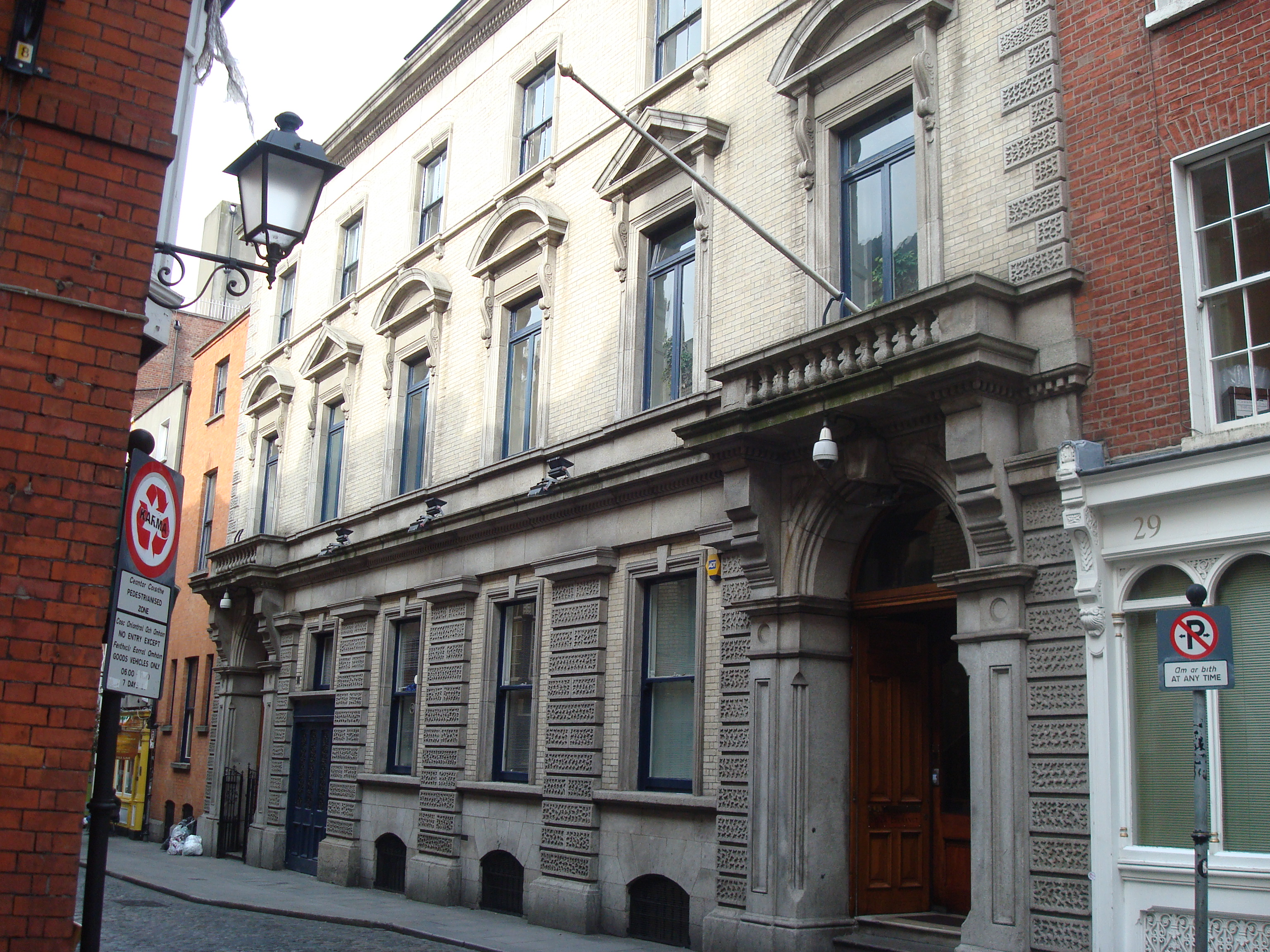

유로넥스트 더블린(Euronext Dublin)은 아일랜드 더블린에 위치한 증권거래소이다. 과거에는 아일랜드 증권거래소(영어: Irish Stock Exchange, 아일랜드어: Stocmhalartán na hÉireann)라고 불렸으며, 1793년부터 존재해 왔다.
유로넥스트 더블린은 채무증권과 펀드증권을 상장하고 유럽 등지에서 투자자를 접근하려는 기업들의 유럽 관문거래소로 사용된다. 35,000개 이상의 증권이 시장에 상장되어 있는 이 거래소는 85개 이상의 국가에서 온 4,000개 이상의 발행인들이 자금을 조달하고 국제 투자자들에게 접근하기 위해 사용하고 있다.
이 거래소는 세계거래소연맹과 유럽 증권거래소 연합의 회원이다.